# تيودوزيا بريزه
تيودوزيا بريزه (بالأوكرانية: Теодо́зія Ма́рківна Бриж) (18 فبراير 1929 - 4 يوليو 1999) هي نحاتة وفنانة أوكرانية، وعضو اتحاد الفنانين في اتحاد الجمهوريات الاشتراكية السوفياتية. 

## الحياة والتعليم
ولدت تيودوزيا بريزه في 18 فبراير 1929 في قرية بيريزنيتسيا، مقاطعة سارني، حيث درست بمدرسة سارني. في عام 1954 تخرجت من معهد لفيف للفنون التطبيقية والزخرفية، كان من بين معلميها إيفان سيفيرا وليوبولد ليفيتسكي، عاشت بريزه وعملت في لفيف.

## العمل
نحت بريزه أكثر من مائتي منحوتة، من بينها المعالم الأثرية وشواهد القبور واللوحات التذكارية والمنحوتات الزخرفية والمتنزهات، تعتبر سلسلة أعمال بريزه المبنية على "The Forest Song" ذات أهمية كبيرة.
أنجزت بريزه العديد من المشاريع الفنية مع زوجها يفين بيزنيسك، حيث قام الزوجان بتزيين المقبرة التذكارية سيش ريفلمان على جبل ماكيفكا، الكنيسة التذكارية لضحايا مفوضية الشعب للشؤون الداخلية (NKVD) في قلعة زولوشف، النصب التذكاري لدانيلو هاليتسكي وفاسيلكو رومانوفيتش، الذي بني في فولوديمير فولينسكي.
تتميز تماثيل بريزه بالأناقة والخفة، حيث كانت من أوائل النحاتين في أوكرانيا الذين اتبعوا طريق الفن العالمي المعاصر في الستينيات.
توفيت بريزه في 4 يوليو 1999 في لفيف، ودفنت في مقبرة ليتشاكيف.